# Het ebbehout
Het ebbehout, uitgegeven in 1984, is het vijfde deel van de zevendelige stripreeks De kinderen van de wind, een stripverhaal gemaakt door François Bourgeon.

## Publicaties
Uitgeverij Oberon bracht de eerste delen van deze reeks snel achter elkaar op de markt. De eerste druk van het vijfde deel verscheen in 1984 uitsluitend met harde kaft. Pas met de herdruk in 1991 volgde een uitgave met slappe kaft. In 1995 werd de reeks overgenomen door uitgeverij Casterman. In  2009 nam 12bis het gehele fond van Bourgeon over van Casterman.